# シャン・チー/テン・リングスの伝説
『シャン・チー／テン・リングスの伝説』（原題：Shang-Chi and the Legend of the Ten Rings）は、マーベル・コミックのキャラクター「シャン・チー」をベースにした、2021年のアメリカ合衆国のスーパーヒーロー映画。マーベル・スタジオが製作する、「マーベル・シネマティック・ユニバース」の第25作目。監督はデスティン・ダニエル・クレットン、脚本はデスティン・ダニエル・クレットン、デヴィッド・キャラハムが務め、シム・リウ、オークワフィナ、メンガー・チャン、トニー・レオンらが出演する。

## あらすじ
伝説の組織テン・リングス。そのリーダーであるシュー・ウェンウーは、“テン・リングス”という腕輪でスーパー・パワーと永遠の命を得て、約1000年に渡り歴史の裏で暗躍してきた。彼は「神から伝授された武術」を求めて神秘の世界ター・ローにあと一歩というところまで迫るが、その門番である女イン・リーと戦って完膚なきまでに敗れる。やがて惹かれ合った2人の間には兄妹が生まれ、母となったリーは息子シャン・チーに「腕輪の力に勝ったのは故郷の村を守護する龍の力だ」と語り聞かせ、ペンダントを託した。
現代。『アベンジャーズ/エンドゲーム』のその後の世界。サンフランシスコにあるフェアモントホテルのホテルマンとして働くショーンは、同ホテルの駐車係で親友のケイティと通勤中のバス車内で、身に付けているペンダントを奪おうとするレーザー・フィスト達に襲われる。苦戦しながらも乗客に犠牲を出さずレーザー・フィスト達を撃退するショーンだが、戦いの最中にペンダントを奪われてしまっていた。
襲撃者達が次に妹を狙うと悟ったショーンは、彼女の住むマカオへ発つため自宅に戻る。説明を求めるケイティには父の仕業であるとだけ告げるが、ケイティは納得せず強引に同行してきた。ショーンは移動中に、7歳の頃に母が亡くなってからは父の意向で暗殺者として訓練されたこと、14歳の時に初任務を任されたが逃げてきたこと、本名がシャン・チーであることを明かす。
3日後、マカオに到着した2人は妹からの手紙に書かれた住所に向かうが、そこは闘技場を兼ねたナイトクラブ「ゴールデン・ダガー」だった。シャン・チーが成り行きで闘技者と戦うことになると、対戦相手は探していた妹シュー・シャーリンだった。問答無用で戦い始める妹に驚きながらもシャン・チーは危険が迫っていることを伝えるが、シャーリンは「戻るべきじゃなかった」と答えて彼をノックアウトする。
その後、闘技場のオーナーだというシャーリンと話してみると、手紙を出した覚えはないという。直後、ナイトクラブに警報が鳴り響くと、レーザー・フィストがシャーリンのペンダントを奪うため、大勢の部下を引き連れてきていた。シャン・チーはケイティと避難を始め、先に逃げたものの戻ってきたシャーリンと協力して戦うが、ペンダントは仮面の男デス・ディーラーに奪われてしまう。取り返そうと戦いを挑み追い詰めるものの、止めを躊躇した隙を父シュー・ウェンウーに突かれて形勢は逆転し、3人はテン・リングスの本拠地へ連れて行かれる。
10年振りの再会を喜ぶウェンウーは、妻イン・リーの故郷であるター・ローの奥地にリーが捕らわれており、自分に助けを求める声が聞こえると語り始めた。そして、シャン・チーとシャーリンが持っていたペンダントこそ、ター・ローへ入る方法を知るための唯一の手掛かりだという。リーを助けるためなら手段を選ばないと言い放つウェンウーに兄妹は反発し、ケイティと共に監禁されてしまう。
3人が放り込まれた部屋の奥には、かつてテン・リングスの偽者のリーダーであるマンダリンを演じた役者、トレヴァー・スラッタリーがいた。処刑寸前の芝居をウェンウーに気に入られたトレヴァーは道化として監禁生活を送っており、ター・ローの生物モーリスと同居していた。3人はター・ローへの入り方を知るモーリスと通訳のトレヴァーを連れて部屋を抜け出し、車を盗んでター・ローへと向かう。
モーリスの案内のおかげで、幻想的な生物が暮らす世界ター・ローに辿り着いた一行は、兄妹の伯母であるイン・ナンに迎えられる。ナン曰く、ター・ローの人々は“ダーク・ゲート”の門番であり、向こう側に封じられた闇の魔物からター・ローと人間の世界を守っているという。そして、闇の魔物は人間に対して「一番の望みが叶う」と唆し、“ダーク・ゲート”を破壊させようとしてくるのだと。ナンはリーが兄妹の来訪を予見して遺した防具を渡し、「あなた達もター・ローの家族だ」と告げる。シャーリンは得意な縄鏢の腕を磨き、ケイティはひょんなことから弓術を教わっていた。シャン・チーはナンからリーの得意としていた武術を学び、彼女の教えを切っ掛けに自身の過去を思い返す。
リーを殺害したのはウェンウーに恨みを持つ人間であり、シャン・チーの初任務はその首謀者の暗殺で、彼はそれに成功していたのだ。シャン・チーは父の「血には血で報いるべき」という言葉を思い出すと、リーが死んだ原因はウェンウーにあると考え、彼を殺すことを決意する。
翌日、テン・リングスがター・ローに到来すると、戦士達と共に対峙するナンは思い直させようと説得を試みるが、リーの声で囁く闇の魔物を信じきっているウェンウーは聞く耳を持たず、戦いが始まった。シャン・チー達の奮戦もむなしくウェンウーは“ダーク・ゲート”に到達し、“テン・リングス”のパワーで“ダーク・ゲート”を開放し始める。すると、隙間から闇の魔物であるソウルイーターズが出てきて人々の魂を奪いだした。連中に人間の世界の武器が通じないことを実感したレーザー・フィストはテン・リングスに戦士達との共闘を指示し、戦いに参加していなかったケイティも加わって数を増すソウルイーターズを迎え撃つが、犠牲者は増えていく。
その頃、ウェンウーの攻撃で河に沈んでいたシャン・チーは母の教えを思い出すと同時に、河底から出てきたグレート・プロテクターに助けられ、“ダーク・ゲート”の前で再びウェンウーと対峙していた。シャン・チーはかつてのリーと同じようにウェンウーを圧倒し説得を試みるが、遂に“ダーク・ゲート”が開いてしまい、ソウルイーターズの親玉ドウェラー・イン・ダークネスが出てきてしまう。ウェンウーは咄嗟にシャン・チーを庇い、ドウェラーに魂を奪われながらも“テン・リングス”をシャン・チーに託す。
応急処置として“テン・リングス”の力で“ダーク・ゲート”を塞いだシャン・チーは、シャーリンと共に救援に現れたグレート・プロテクターに乗り、人々を狙うドウェラーへと立ち向かっていく。しかし、大量の魂を得たドウェラーの力は強大になっていき、遂にはグレート・プロテクターの魂すらも奪われようとしていた。シャン・チーとシャーリンも窮地に陥る中、苦し紛れにケイティが放った矢がドウェラーの喉を貫くと、形勢が逆転する。グレート・プロテクターによって拘束されたドウェラーの体内に“テン・リングス”を送り込んだシャン・チーは、そのパワーにリーの武術を組み合わせて操作し、ドウェラーの体を粉砕する。シャン・チー達と生き残った人々は灯篭を流し、犠牲となった多くの人々を偲んだ。
帰国して共通の友人に事の顛末を語るシャン・チーとケイティは、突然現れた魔術師のウォンから“テン・リングス”を持って同行するように求められる。向かった先で、ウォンと共に通信を介してブルース・バナーとキャロル・ダンヴァースが“テン・リングス”を調べるが、それは3人にとっても未知の存在だった。シャン・チーとケイティは、自分達が壮大な戦いに巻き込まれたことを知らされる。一方で、シャーリンはシャン・チーに組織を解体すると告げて故郷に残っていたが、実際にはテン・リングスの新たなリーダーになっていた。

## 登場人物・キャスト

### メインキャスト・サブキャスト
シャン・チー自身やその家族の名前・設定は、原作コミックからいくつかの変更が加えられている。原作コミックにおいても（文学作品「フー・マンチュー」の設定が活かされていた時代から）大幅に変更された歴史があるため、詳細は漫画キャラクター「シャン・チー」の項も参照のこと。
シュー・シャン・チー（ショーン）
演 - シム・リウ、日本語吹替 - 細谷佳正
ホテルマンとして働く青年。その正体は、父親のウェンウーから暗殺者になるように訓練された武道家だが、かつて犯した罪に苦しみ、過去から逃避して得た現在に苦悩している。
そして現在、バスでの通勤中に“テン・リングス”の刺客らに襲われたことを発端に父と再会し、彼が掲げる恐るべき目的を阻止するために、自身の過去に向き合ってウェンウーに挑むことになる。
2012年の作品『アベンジャーズ』のポストクレジットシーンにマンダリンと共に登場する計画が存在した。また、カラオケが好きだという設定は原作にも存在する。
少年時代のシャン・チー
演 - アーノルド・スン、日本語吹替 - 鶴翔麒
幼少期のシャン・チー
演 - ジェイデン・チャン、日本語吹替 - 野地祐翔
ケイティ・チェン（ルイウェン）
演 - オークワフィナ、日本語吹替 - ニケライ・ファラナーゼ
ホテルの駐車係でありショーン（シャン・チー）の親友。中国語の名前はルイウェン。ショーンとは高校時代からの付き合いで、異性の親友である。
常人以上のドライブテクニックと、僅かな時間の訓練で弓術も習得できる高い学習能力を秘めている。
ある日出勤途中のバスに乗っていた時に、遭遇したテン・リングスの刺客らとショーンが乱闘したことを機に、ショーンの本当の素性を知ることになり、彼を支えるために物語の一件に自ら関わっていく。
監督のクレットンは「ケイティは恐れ知らずでクレイジーだと思っているが、実際には自分が好きなことをするのに怖気付いていることに気づき、一歩踏み出すことになる」と評している。
シュー・シャーリン
演 - メンガー・チャン、日本語吹替 - 内田真礼
ウェンウーの娘でありシャン・チーの妹。ナイトクラブ”ゴールデン・ダガーズ・クラブ”をオーナーとして営んでいる。ウェンウーから武術の習得を禁じられていたものの、見様見真似の独学で自身を鍛えたため、両親や兄に勝るとも劣らないほどの戦闘能力を有する。
「3日で戻る」という約束を破って失踪したシャン・チーと再会したことで、物語の一件に自ら関わっていく。
原作コミックスでは、シャン・チーに多数の異母兄弟姉妹がいるものの、名前の判明している5人にシャーリンという名のキャラクターは存在しない。一方で、シャーリンには原作における妹達の設定の一部が使われている。
これらの妹にはミュータント2人いる他、ブラックパンサーと婚約直前まで恋愛関係を持った者、MI6の諜報員になった者（ジェームズ・ボンドと面会した他、シャン・チーと恋愛関係にあったレイコ・ウーと同僚でもあった）、ヴィランと正義のヒロインを兼任した者もいる。サックス・ローマーによるフー・マンチューの娘ファー・ロスエをモデルにしている者もいる。
少女時代のシャーリン
演 - ハーモニー・ヒー
幼少期のシャーリン
演 - エロディ・フォン、日本語吹替 - 岡田日花里
イン・リー
演 - ファラ・チャン、日本語吹替 - 木下紗華
シャン・チーとシャーリンの母親。かつては神秘の世界ター・ローに続く入口の守護者だったが、ウェンウーと出会い、気を操る特殊な力を龍の元に置いてター・ローを去る。
家族に対して深い愛情を抱いていたが、ウェンウーを恨む人間の襲撃で命を落としており、その死は遺された家族に深い影を落としている。
原作では、テレパシーと弓の技術に優れるジアン・リーが該当しているが、今作でのイン・リーに対する「死亡して闇の世界に閉じ込められ解放されることを願っている、と夫が（闇の魔物の策略で）思い込む」という設定は、ジアン・リーの設定である「夫に自分が死んだと思わせて、自ら闇の世界に身を置いている」という設定と逆になっている。
レーザー・フィスト
演 - フロリアン・ムンテアヌ、日本語吹替 - 間宮康弘
隻腕に赤熱するブレードを装着したテン・リングスの一員。ウェンウーに仕えており、彼の指示の下で兵士らを従えて、シャン・チーに挑む。
デス・ディーラー
演 - アンディ・リー
ウェンウーに長らく仕えている覆面の暗殺者。少年期のシャン・チーに厳しい訓練を課した。
ウォン
演 - ベネディクト・ウォン、日本語吹替 - 田中美央
スティーヴン・ストレンジ/ドクター・ストレンジの盟友である魔術師。本作では何故かアボミネーションとナイトクラブ内の闘技場にて闘っており、試合後にアドバイスする、帰りに送っていくなど、親しい様子を見せる。
グアン・ポー
演 - ユン・ワー（元華）、日本語吹替 - 原語流用
ター・ローの老人。戦士たちの代表格らしく、修練場に来たケイティに弓術を指導する。
ジョン・ジョン
演 - ロニー・チェン 、日本語吹替 - 櫻井トオル
シャーリンの右腕。ナイトクラブ内の闘技場にシャン・チーを出場させる。
クレヴ
演 - ザック・チェリー、日本語吹替 - かぬか光明
乗り合わせたバスで始まったシャン・チーとレーザー・フィストの戦いを動画配信する男。この配信によりシャン・チーは“バス・ボーイ”として有名になってしまう。
演じたチェリーは、『スパイダーマン:ホームカミング』にもバク宙をおねだりする男として登場した。
ワイポ・チェン
演 - ツァイ・チン、日本語吹替 - 原語流用
ケイティの祖母。中国の風習や伝統を重んじている。
ツァイ・チンは1964年のフー・マンチューを題材にした映画「怪人フー・マンチュー」に出演している。
ミセス・チェン
演 - ジョディ・ロン
ケイティの母親。
ルイファ・チェン
演 - ダラス・リュー、日本語吹替 - 岩中睦樹
ケイティの弟。
スー
演 - ステファニー・スー、日本語吹替 - 種市桃子
シャン・チーとケイティの友人カップルの女性。
ジョン
演 - クナル・ダデッカー、日本語吹替 - 水越健
シャン・チーとケイティの友人カップルの男性。
ヘレン
演 - ジェイド・ウー
『ブラック・ウィドウ』に登場したレッドルームの元ウィドウ。クラブ内の闘技場で“エクストリミス・ソルジャー”と戦闘していた。
モーリス
声 - ディー・ベイカー

イン・ナン
演 - ミシェル・ヨー、日本語吹替 - 塩田朋子
ター・ローの守護者でありシャン・チーとシャーリンの伯母。初対面ながら甥と姪のことも知っており、亡き妹に代わって2人を導く。
演じたヨーは以前『ガーディアンズ・オブ・ギャラクシー:リミックス』でアリータ・オゴルド役でカメオ出演している。
トレヴァー・スラッタリー
演 - ベン・キングズレー、日本語吹替 - 麦人
『アイアンマン3』にてテン・リングスのリーダーを騙る“マンダリン”を演じていた役者。服役中のところを本物のテン・リングスに脱獄させられ処刑を受けることになったが、その直前に『マクベス』のワンシーンを演じたことでウェンウーに気に入られ、以降は道化として監禁生活を送っていた。
ター・ローの生物であるモーリスと共に、シャン・チー一行のター・ロー行きを手伝うことになる。
シュー・ウェンウー
演 - トニー・レオン（梁朝偉）、日本語吹替 - 山路和弘
シャン・チーとシャーリンの父であり犯罪組織“テン・リングス”のリーダー。10個の腕輪からなる伝説の武器“テン・リングス”を所有し、世界の覇者にならんとして1000年の時を生きてきた。リングによるスーパー・パワーと永遠の命に加えて、卓越した武術の腕前を持つ。
リーと出会って結ばれたことで、一時期はリングと組織を手放してまで家族と平穏に生きることを望み、幸せに暮らしていたが、自身の因果がリーの命を奪った経緯から再びリングを身に着けて組織も再開させ、シャン・チーを暗殺者として育て上げた。
現在では、「ター・ローに閉じ込められている」というリーの声を聞き、助けようと現地への侵攻を目論んで、シャン・チーたちと敵対する。
原作コミックスでは、シャン・チーの父はフー・マンチューとされている（シャン・チー自身が、フー・マンチューの映像化を目的としていたマーベルがその過程で作成したキャラクターである）が、マーベルがフー・マンチューに関する権利を失ったため、ジェン・ズーに改名し別キャラクターとして確立された。

### ノンクレジット・カメオ出演
アボミネーション
声 - ティム・ロス
『インクレディブル・ハルク』にて登場したエミル・ブロンスキーが超人血清を過剰投与され変貌した姿。本作では何故かウォンとクラブ内の闘技場にて戦っている。
本作ではより原作コミックスに近い姿に変貌しており、劇中では唸り声しか発していない。しかし、その行動はかつてハルクに襲い掛かった時に比べるとある程度理性的になっている。
ブルース・バナー / ハルク
演 - マーク・ラファロ、日本語吹替 - 宮内敦士
ガンマ線を大量に浴びた結果、激怒したり興奮したりすると緑色の大男“ハルク”に変身する体質となった天才生物学者。ウォン、キャロルと共に、シャン・チーが持参したリングを分析する。
かつての“スナップ”による右腕の負傷は完治していないが、何故か“スマート・ハルク”ではなくなっている。
キャロル・ダンヴァース / キャプテン・マーベル
演 - ブリー・ラーソン、日本語吹替 - 水樹奈々
“スペース・ストーン"由来のスーパーパワーを宿す超人。ウォン、ブルースと共にリングを分析する。
『アベンジャーズ/エンドゲーム』では短髪だったが、MCU初登場時に近い髪型に変わっている。

## 設定・用語

### 武具・アイテム
テン・リングス（腕輪）
正体不明の素材と技術で作られた10個ワンセットで構成される神秘的な功夫環で、使用者に莫大な戦闘力と不老長寿を与える。犯罪組織“テン・リングス”の発起と名前の由来で、本作のキーアイテムである。
原作では指輪だが、インフィニティ・ガントレットとの類似性を避けるために、洪家拳で使用される腕輪（鐵環）をモデルとしたアイテムになった。1978年の映画「少林寺三十六房」から着想を経ているとされ、後述の通り『カンフーハッスル』との共通点の一つでもある。
また、類似した武装として、コミックスでアベンジャーズ時代にシャン・チーはトニー・スタークが作った気で威力を上げられる腕輪（ブレスレット）を使っていた。
原作では、ドラゴンの姿をした種族「マクルアン」の技術であり、マンダリンによって発見され悪事に利用された。インフィニティ・ストーンに似て様々な能力を持つ他、使用者の腕がマクルアン族の様な腕に変貌したこともある。マクルアン族出身の有名なヴィランであるフィン・ファン・フーム（英語版）はコミックスでマンダリンと因縁がある他、イースターエッグの一環で「アイアンマン」や「マイティ・ソー バトルロイヤル」に背景として登場している。
ペンダント
イン・リーが、幼い頃のシャン・チーとシャーリンに1個ずつ首飾りとして託した、2個1セットの緑色の宝石。この2個の宝石を、テン・リングス本部の龍の彫刻にはめ込むことで、ター・ローへの道を示す水の地図が形成される。
テン・リングス（組織）の武器
本作では、レーザー・フィストの右前腕先端の“ブレード”や、デス・ディーラーの“苦無”、一般兵士が駆使する鈎と十字弓が登場する。

ター・ローの武具
加工された龍（“グレート・プロテクター”）の鱗が施されて作られた多種多様な武器全般。魔物の群れに直接対抗できる力を宿しており、鱗の部分がおぼろげに輝いている。シャン・チーやイン・ナンがふるう棍、ケイティやグアン・ポーが撃つ弓矢、シャーリンに用いられた縄鏢のほか、中国刀などが登場する。

### ビークル
- 車両
  - BMW M8 グランクーペ コンペティション - 物語序盤でフェアモントホテルにチェックインした青年が乗ってきたクーペ。ケイティは、この自動車を駐車する前に、悪戯で運転し、シャン・チーも同乗させて市内を爆走してしまう。
  - ニュー・フライヤー D60LF - サンフランシスコ市内を走る連節バス。シャン・チーとケイティを乗せていたこのバスは、車内で勃発したシャン・チーとテン・リングスの刺客らの乱闘の煽りで運転手が倒れ、ブレーキも切断されたことから市内を暴走してしまうが、ハンドルを握ったケイティと、刺客らに応戦したシャン・チーの活躍で、ストックトン・ストリート・トンネルなどを通過後、ギラデリ・スクエア前で停止され、他の乗客たちも難を逃れる。
  - トヨタ・カムリ アセントXV70 - マカオでシャン・チーとケイティがゴールデン・ダガーズ・クラブに向かうために乗車したタクシー。
  - BMW iX3 - レーザー・フィストの専用車である電気自動車。さまざまな装飾が施された派手な外観が特徴で、運転席のディスプレイには指紋認証装置が搭載されている。シャン・チー一行は、ウェンウーのター・ロー襲撃を知ると、本車両を奪い、ケイティの運転とスラッタリー&モーリスの案内でター・ローに向かう。
  - ランドローバー・110・1990年モデル - テン・リングスの主な常用車。
- ヘリコプター
  - ベル 206L ロングレンジャー - テン・リングスが1996年時に運用していたヘリコプター。
  - ベル 429 - テン・リングスが現代で運用するヘリコプター。

### 異世界の生物
ター・ローの生物
“ター・ロー”には龍、麒麟、九尾狐、唐獅子の様な獣、鳳凰、帝江などの神獣・瑞獣・幻獣が存在する。
本作に登場した生物は、原作コミックでのター・ローの世界に棲むと言及されてきた種類が目立つが、本作の唐獅子の様な獣がコミックスで言及された獬豸に由来しているのかは不明（コミックスでは「Haetae」という韓国語の呼称とイヌ科（canine）の様な姿だと表記されており、韓国では獬豸は獅子形で表現される場合が目立つ）。また、同じく獬豸を指す「Haechi」は朝鮮神話の竜の名前として言及されている。また原作では、帝江に該当するキャラクターは登場しない。
モーリス
帝江の一匹。テン・リングス本部で出会ったスラッタリーから“モーリス”と名付けられ、彼とは心を通わせ、共に暮らしていた。スラッタリーを通しつつシャン・チーたちをター・ローに案内する。
グレート・プロテクター
ター・ローの村の湖に棲む、善なる雌の慈悲深い巨龍。堅固な巨体と、水を操る不可思議な力を武器とする。数千年前に魔物の群れをダーク・ゲートの奥へ追いやり、ター・ローの住人たちに知恵と自然の力・自らの身体の鱗を与えると、何世紀にもわたってゲートを守護してきた。
原作コミックスには、ター・ローに棲む神竜族が登場する。エージェントオブアトラス（英語版）等にて、地球出身の竜やドラゴンの部類には古来からの竜やドラゴンや関連種族の他、恐竜から進化した竜やドラゴンの種族も存在すると判明している。エージェントオブアトラスにて、シャン・チーも他のヒーロー/ヒロインと共にスカウトされたアトラス・ファウンデーションのアドバイザーであるミスター・ラオも恐竜の末裔の種族出身である。
闇の魔物
異世界から侵略せんとする邪悪な存在。巨大な親玉のドウェラー・イン・ダークネスと、小型のソウルイーターズの2種がいる。数千年前にグレート・プロテクターにより、ダーク・ゲートの奥に全て封じ込められた。
ソウルイーターズ
群れを成して人々に襲いかかる闇の魔物。人間から吸引した魂を保持し、ドウェラー・イン・ダークネスへと運び、与える役割を持つ。
原作コミックでは、「ドクター・ストレンジ」シリーズに同名の生物が登場するが、触手を持ちリーダーが存在し、異世界の生き物でこちらの世界の人間の魂を脅かす種族であるという部分以外の共通点は少なく、種族自体が悪ではない。
下記のカラックの手下種族である「フェアー・イーターズ」ことカラッキ（Kkallakki）の方が、本作のソウルイーターズやドウェラー・イン・ダークネスとの類似点が多い。
ドウェラー・イン・ダークネス
ソウルイーターズの親玉である魔物。高い戦闘力を持ち、魂を吸引して力を増す。これに加え、他の次元の人間へ幻聴を吹き込む能力と、非常に凶暴かつ狡猾な性質を有している。
原作コミックでは、「ドクター・ストレンジ」「マイティ・ソー」シリーズや平行世界の「シークレット・ウォーズ」に同名の悪魔が登場し、「シークレットアベンジャーズ」でも手下が登場した。本作での姿はこれまでのコミックスとは異なるが、怪獣の様な大きさや触手はとくに「シークレット・ウォーズ2099」（英語版）の設定に近い。クトゥルフの子供または子孫とされ、（マーベルコミックスの世界の）現在の宇宙の以前の宇宙を破壊しようとしたが、（後にシャン・チーとも関わりが発生する）フェニックス・フォース（英語版）によって計画を邪魔され、これがきっかけで現在の宇宙が誕生した。その後もディスパイア（英語版）を作り出したり（「マーベル・シネマティック・ユニバース」では『クローク&ダガー』に登場）、ヘラクレスやソー、ドクター・ストレンジやクレア、ストローマン等のヒーロー/ヒロインと因縁が発生している。
その他、本作のドウェラー・イン・ダークネスの触手を持つドラゴンの様な姿や魂を喰らう特性、異次元を超える移動能力、「○○イーターズ」という呼称の手下種族を持つ点などは、ドウェラー・イン・ダークネスが所属する「フェアー・ローズ」の最強の一角である恐怖を喰らいし者カラック（Kkallakku）との類似点が目立つ。

### 非合法勢力
テン・リングス（組織）
ウェンウーを筆頭に、世界各地に支部を構え、誘拐、強奪、民間人攻撃などのテロ活動を展開する犯罪組織。本作では、メインヴィランとして登場する。
アイアン・ギャング
かつてウェンウーらテン・リングスと敵対関係にあった犯罪勢力。シャン・チーの回想シーンにのみ登場する。

### 地域・施設
サンフランシスコ
物語前半の主な舞台である、アメリカ・カリフォルニア州北部の都市。
シャン・チーのアパート
シャン・チーが一人暮らししている自室で、住所はユークリッド・アベ1045号室。室内にはマウンテンバイクが置かれており、壁には『ゴッドファーザー』・『ウォリアーズ』・アウトキャストの『スタンコニア』・『カンフーハッスル』などのポスターが貼られている。
このほかにもケイティの実家、シャン・チーたちの職場の“フェアモントホテル”などが登場している。
テン・リングス本部
人里離れたアジアの岩山に構えられたテン・リングス（組織）の本拠の宮殿。
ゴールデン・ダガーズ・クラブ（Golden Daggers Club）
シャーリンが経営するナイトクラブ。ウェンウーがシャーリンの名を利用してシャン・チーに送った絵葉書によると、マカオの南湾大馬路にある改装中の古びた超高層ビルの上層階の1888号室に入居している。タギングが多数施されているこの施設最大の目玉は、報酬目当てで各地から集まった空手家や力士、暗殺者、特殊能力を有する超人といった様々な強豪たちが裏闘技場で繰り広げる賭け試合であり、“下層レベル”と称されるガラス張りの複数のブースでの対戦から、最も観客の注目を集めるセンター・コートに敷設された舞台での“メインの試合”まで展開されている。ダークウェブで世界中に配信されてもいるこれらの全試合状況は、何千人もの視聴者とクラブの客が観戦して賭けに望んでおり、クラブについて詳しく認知せずに来店した人物に契約書へサインするよう誘致して無理矢理試合に出場させることや、八百長試合と思しき対戦も憚りなく催すなど、クラブの実態は典型的な非合法商業施設である。また、シャーリンのオーナー室には逃走用の隠し自動ドアも用意されている。
シャン・チーとケイティが来店した際には、下層レベルでヘレンとエクストリミス・ソルジャーの試合が、センター・コートの舞台ではウォンとアボミネーションの試合がそれぞれ行われ、その後シャン・チーもジョン・ジョンに嵌められてセンター・コートの舞台でシャーリンと戦わされる羽目になった。
その戦いが終わると、今度はテン・リングスの構成員らがクラブに侵入。ビルの外周の足場や、改装中の部屋などを舞台にシャーリンのペンダントを巡る争奪戦が展開される。
竹林
ター・ローへの入り口を隠す植物群落。中国の岩山地帯の一角にあり、そこに原生している全ての竹は意志を有しているかのように激しく動き回り、ター・ローへ侵入しようとする部外者に容赦なく襲い掛かるが、1年に一度清明節の日にだけ現れる、ター・ローへの入り口に繋がる道や、19％の確率で通れると言われる秘密の抜け道も存在する。
1996年にここに来訪したウェンウーは、この竹林の中でリーと出会い、力をぶつけ合って惹かれ合った。
物語後半では、シャン・チーたちが竹の猛威にさらされながらも、モーリスの案内とケイティの自動車運転で秘密の抜け道を通過することに成功する。
ター・ロー
イン・リーや親族が住んできた神秘的な世界で、人間の世界とは別次元に存在する。その景観は美しい緑や湖などの大自然に溢れ、様々な幻獣や神獣等が棲んでいる。普段は竹林の迷宮に隠されており、竹林そのものが動くトラップとして入口を隠している。清明節にのみ入口が開くが、迷宮を踏破するにはモーリスなどの出身者であるか、予め道筋を把握しておく必要がある。
過去には人間の世界にある都市以上の大都市も存在したが、ドウェラー・イン・ダークネスの軍勢によって壊滅し、グレート・プロテクターによって救済された歴史がある。住民達はグレート・プロテクターから与えられた鱗などの素材や仙術を用いてソウルイーターズへの対策をしている。
ター・ロー（大罗）は、原作コミックでは「マイティ・ソー」等に登場した仙人（神仙）達の住む、神の世界の一つである。道教の世界観（洞天福地の大羅天）をモデルにしており、実際に大羅天とも呼ばれ35の関連した下位の世界がある（ター・ローという呼称自体が大羅天を意味する）。地球の「ポケット次元/ポケット・レアルム/ポケット・ユニバース」（小型の次元世界/宇宙）の一つであり、ソーはター・ローを訪れたことがある。神獣・瑞獣・幻獣等が生息し、映画に登場しなかったが竜馬等もいる（貔貅は伝承と異なり、竜を親に持ち少なくとも八体以上の兄弟がいるなど竜生九子に似た設定を持ち、ヴィランとして登場した）。
古代村落
ター・ローの湖畔に構えられた長閑な村。イン・ナンやグアン・ポーたちが暮らしている。
ダーク・ゲート
湖の対岸の岩山に築かれた円形の壁。グレート・プロテクターの鱗でできており、この奥に魔物の群れが封じられている。
カマー・タージ
カトマンズにある、“マスターズ・オブ・ミスティック・アーツ”に属する魔術師の修行場である寺院。ミッドクレジット・シーンで、ここの書庫がテン・リングス（腕輪）を分析する場として登場する。

## 製作
漫画のキャラクター「シャン・チー」を主人公とした実写映画化の企画はこれまでにも挙がっていた。一度目は、ブルース・リーの息子のブランドン・リーを主演にスタン・リーが企画した物である。二度目は「ハルク」を監督したアン・リーが監督に起用される予定だった物で、漫画の源となった文学作品「フー・マンチュー」の映像化という目的だけでなく「ハルク」同様に「マーベル・シネマティック・ユニバース」以前の映画シリーズになる予定だった。
「カンフーハッスル」「少林寺三十六房」「ウォリアーズ」等の往年の作品へのオマージュ等が取り入れられ、ユン・ワー等の本作との共通するキャスト等がいる。
なお、本作公開直前に亡くなったブラッド・アラン（英語版）にとって本作は遺作の一つになり、エンドクレジットで追悼されている。

## 音楽
本作の劇伴はジョエル・P・ウェストが担当し、2021年6月にロンドンのアビー・ロード・スタジオにて録音された。ウェストはクレットンの前4作の作品でも劇伴を担当している。サウンドトラックアルバムは2021年9月1日にデジタル・リリースされた。
公開日である9月3日には、劇中使用のオリジナル歌曲12曲およびインスパイアド楽曲6曲が収録されたアルバムがデジタル・リリースされた。収録曲のうち、「Lazy Susan」「Every Summertime」「Run It」「In the Dark」の4曲は映画公開に先立ちデジタル・シングルがそれぞれリリースされている。

## 公開
本作は、ウォルト・ディズニー・スタジオ・モーション・ピクチャーズの配給で2021年2月12日に米国公開が予定されていた。しかし、新型コロナウイルスの影響による『ブラック・ウィドウ』の公開延期を受けて、2021年5月7日に延期となった。その後、更に延期となり、『エターナルズ』と公開順を入れ替え2021年7月9日となった。9月29日、日本公開日が2021年7月9日と発表された。2021年3月24日には再度の延期が発表され、2021年9月3日公開となった。
2021年5月、ウォルト・ディズニー・カンパニーはディズニーを含むアメリカの大手映画会社4社（ウォルト・ディズニー・カンパニー、ソニー・ピクチャーズ エンタテインメント、パラマウント映画、ワーナー・ブラザース・ピクチャーズ）がシネマコンプレックスチェーンとの間で締結した契約に基づき、本作品と『フリー・ガイ』（20世紀スタジオ制作）について、公開から45日間は劇場独占とし、それ以降はDisney+でも配信を開始することを明らかにした。日本でも同様の措置が講じられるため、これにより、同年1月21日に全国興行生活衛生同業組合連合会（全興連）から出された指針に従い、『ブラック・ウィドウ』を含むDisney+プレミアアクセスの同時公開対象作品（『ラーヤと龍の王国』や『ジャングル・クルーズ』などの4作品）の上映を見送っていた、TOHOシネマズ（東宝子会社）や松竹マルチプレックスシアターズ（松竹子会社、「MOVIX」「ピカデリー」を運営）、ティ・ジョイ（東映子会社）など、大手配給会社系列の映画館やシネマコンプレックスでは2019年6月に公開された『スパイダーマン:ファー・フロム・ホーム』（コロンビア ピクチャーズ共同制作）以来、約2年ぶりにMCU作品が上映された。
北米地域ではレイバー・デーの期間に公開された映画としては歴代最高となる初週末興収7100万ドル（日本円で約77億円）を記録。これは、ボックスオフィス・プロの当初予想5200万ドル（約57億円）を大きく上回る結果となった。最終的に、4日間合計で9440万ドル（約104億円）を記録した。新型コロナウイルス流行下公開作品としては、初週末時点でMCU前作の『ブラック・ウィドウ』に次ぐ2位の興収を記録し、9月26日（米時間25日）には1億8680万ドル（約206億円）で1位となった。また、MCUで通算3作目となる公開から4週連続興収1位を記録し、米時間9月30日には新型コロナウイルス流行下初の興収2億ドル（約221億円）突破を果たした。
全世界としては、公開された41カ国中全ての主要国で初週末興収1位となり、1億2700万ドル（約139億円）を記録。10月11日には、中国での公開無し（詳細は後述）で4億ドル（約453億円）に突入したことが明らかとなった。
2021年9月21日、ディズニーは本作品を同年11月12日からDisney+の見放題作品として追加することを発表した。この時点では日本でも同様の対応になるのかは発表していなかったが、日本でも同日から見放題作品の対象になることが同年10月15日にウォルト・ディズニー・ジャパンから発表された。
主人公のルーツにもなっている中華人民共和国（中国）では2021年9月現在、同国当局による上映許可が難航していると報じられた。その理由については2点推察されており、1つ目は原作での主人公の父親が悪役であるフー・マンチューであること、2つ目は主人公を演じているシム・リウが過去にカナダ放送協会（CBC）とのインタビューで中国共産党を批判していたことがあげられている。

## 評価
Rotten Tomatoesの評論家達によるトマトメーターでは、試写会時点から92%を記録。観客評価では米時間9月8日時点で98%を獲得し、MCUとしてもコミック原作作品としても当時最高位の記録となった。いずれの記録も、公開から1ヶ月以上経過後も記録を維持している（10月8日時点）。また、CinemaScoreによる観客評価はAを獲得した。3D上映されてきた立体映画の3次元映像の評価も過去最高レベルになっている。

## 続編
2021年12月7日にクレットンがマーベル・スタジオおよびHuluのOnyx Collectiveと複数年単位に渡る契約を締結したとDeadlineが独占報道し、あわせて本作の続編が企画中であること、クレットンが監督・脚本に続投することが発表された。